# Ottomar Geschke
Ottomar Georg Alexander Geschke (ur. 16 listopada 1882 w Fürstenwalde, zm. 17 maja 1957 w Berlinie) – niemiecki polityk lewicy, związany z ruchem robotniczym od 1908, członek pruskiego Landtagu (1921–1924), poseł Reichstagu z ramienia Komunistycznej Partii Niemiec (niem. Kommunistische Partei Deutschlands, KPD) (1924–1930). Po dojściu Adolfa Hitlera do władzy, aresztowany i więziony od 1933 do końca II wojny światowej w obozie koncentracyjnym w Buchenwaldzie. W 1945 powrócił do Berlina, wstąpił do Socjalistycznej Partii Jedności Niemiec (niem. Sozialistische Einheitspartei Deutschlands, SED), przewodniczący związku ofiar faszyzmu.